# Charles Tate Regan

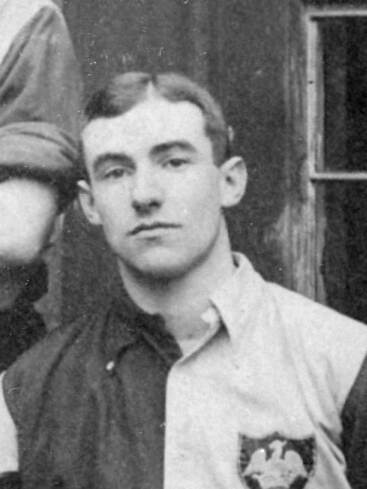
Charles Tate Regan um 1900

Charles Tate Regan (* 1. Februar 1878 in Sherborne, Dorset; † 12. Januar 1943) war ein britischer Ichthyologe und wirkte in London am Britischen Museum.

## Leben
Seine Eltern waren beide Musiker und Schüler von William Sterndale Bennett an der Royal Academy of Music gewesen. Sie sandten ihren Sohn zur Derby School, da der damalige Direktor J. R. Sterndale Bennett der Sohn ihres Lehrers an der R.A.M. war.
Während seiner Schulzeit zeigte er ein Talent für Sport und Musik, war aber auch an den Naturwissenschaften interessiert. Sein starker Charakter und sein sportliches Talent führten dazu, dass er Spielführer der Cricketmannschaft wurde. Auf schulischer Seite war sein Lehrer so beeindruckt von Regans naturwissenschaftlichem Interesse, dass er empfahl, nach Beendigung der Schule ein biologisches Training zu absolvieren und eine Anstellung im Naturhistorischen Museum anzustreben. 1897 verließ er die Schule und studierte später an der Universität Cambridge Biologie bei Adam Sedgwick und Stanley Gardener. Im Jahr 1900 bekam er den Bachelor-Grad und schloss sein Studium 1907 mit M.A. und Auszeichnung ab.
Im Jahr 1901 leitete er bereits die zoologische Abteilung des Naturhistorischen Museums in London. In der Zeit von 1927 bis 1938 war er Direktor des gesamten Museums. Von 1917 bis zu seinem Tod 1943 war er Mitglied der Royal Society. 1928 wurde er in die American Academy of Arts and Sciences gewählt.
Regan war stets bemüht, junge Wissenschaftler zu fördern, unter ihnen auch Ethelwynn Trewavas, eine ebenfalls bekannte Ichthyologin des 20. Jahrhunderts, die besonders die Buntbarsche und Umberfische erforscht hat.
Unter den von ihm beschriebenen Arten befindet sich auch der Siamesische Kampffisch.

## Dedikationsnamen
Ehrenhalber wurden u. a. folgende Taxa nach ihm benannt:
- Anadoras regani Steindachner 1908
- Apistogramma regani Kullander 1980
- Apogon regani Whitley 1951
- Astroblepus regani Pellegrin 1909
- Callionymus regani Nakabo 1979
- Cetostoma regani Zugmayer 1914
- Crenicichla regani Ploeg 1989
- Diaphus regani Tåning 1932
- Engyprosopon regani Hensley & Suzumoto 1990
- Gambusia regani Hubbs 1926
- Hemipsilichthys regani Giltay 1936
- Holohalaelurus regani Gilchrist 1922
- Hoplichthys regani Jordan 1908
- Hypostomus regani Ihering 1905
- Julidochromis regani Poll 1942
- Lycozoarces regani Popov 1933
- Neosalanx regani Wakiya & Takahashi, 1937
- Reganochromis Whitley, 1929
- Symphurus regani Weber & de Beaufort 1929
- Trichomycterus regani Eigenmann 1917
- Tylochromis regani Stiassny 1989
- Vieja regani Miller 1974
- Zebrias regani Gilchrist 1906